# タニア・リベルタ
タニア・リベルタ（Tania Libertad、1952年10月24日）はペルー出身の歌手。

## 概要
1952年10月24日にペルーの北部のサーニャ（Zaña）に生まれる。本名は、Tania Libertad de Souza Zunigaである。チクラージョ（Chizlayo）にて育ち、5歳の時から、歌手として活躍している。
十代のころ、リマに移り、ナイトクラブで歌う。ラ・コンタマニア（La Contamania）のRCA Victor のレコード録音が、ペルー国内でヒットし有名になる。ペルーの黒人系音楽風の曲を、いろいろリリースする。政治的メッセージの強いヌエバ・カンシオンの歌を、少なからず手がける。
1978年より、メキシコに移住し、活動拠点をメキシコに移す。レコード録音や海外公演を数多くこなす。また、有名レコード会社に専属することを拒否している。居住して30年、タニア・リベルタは、メキシコ人であることを公言する。特に、彼女の歌唱のボレロが注目を集めている。

## 有名な曲
- アルフォンシーナと海　Alfonsina y el mar
- ふたりの天使　Para una sola voz
- Procuro olvidarte
- La bruja
- Ñiño y Ñiño
- Piernas